# (9555) Frejakocha
(9555) Frejakocha est un astéroïde de la ceinture principale.

## Description
(9555) Frejakocha est un astéroïde de la ceinture principale. Il fut découvert le 2 avril 1986 à Brorfelde par l'observatoire de Copenhague. Il présente une orbite caractérisée par un demi-grand axe de 2,36 UA, une excentricité de 0,08 et une inclinaison de 7,2° par rapport à l'écliptique.

## Compléments